# Ogg
Ogg是一個自由且開放標準的多媒体文件格式，由Xiph.Org基金會所維護。Ogg格式不受軟體專利的限制，用於有效率地串流媒體和處理高品質的數位多媒體。
「Ogg」意指一種文件格式，可以納入各式各樣自由和开放源代码的编解码器，包含音效、视频、文字（像字幕）與元数据的處理。
在Ogg的多媒體框架下，Theora提供有損的影像層面，而通常用音樂導向的Vorbis編解碼器作為音效層面。針對語音設計的壓縮編解碼器Speex和無損的音效壓縮編解碼器FLAC與OggPCM也可能作為音效層面使用。
「Ogg」這個詞彙通常意指Ogg Vorbis此一音频文件格式，也就是將Vorbis編碼的音效包含在Ogg的容器中所成的格式。在以往，.ogg此一副檔名曾經被用在任何Ogg支援格式下的內容；但在2007年，Xiph.Org基金會為了向後相容的考量，提出請求，將.ogg只留給Vorbis格式來使用。Xiph.Org基金會決定創造一些新的副檔名和媒體格式來描述不同類型的內容，
像是只包含音效所用的.oga、
包含或不含聲音的影片（涵蓋Theora）所用的.ogv，
和可以包含任何比特流的.ogx。
Xiph.Org基金會對Ogg的參照實裝，目前最新的版本是2010年3月26日釋出的libogg 1.2.0。另一個版本libogg2也可以在Xiph.Org基金會的SVN套件庫中找到。這兩個函式庫都是在新BSD许可证下釋出的自由软件。
因為其格式自由，和其參照實裝並非Copyleft形式，無論自由或專有、商業或非商業的媒体播放器，甚至部分製造商的可攜式媒體播放器和全球定位系统接收器都採用了Ogg下的各種編解碼器。目前Android系統所有的內建鈴聲也都使用Ogg文件。

## Ogg編解碼器
Ogg只是容器格式。由編解碼器編碼的實際音頻或視頻存儲在Ogg容器內。Ogg容器可以包含用多個編解碼器編碼的流，例如，具有聲音的視頻文件包含由音頻編解碼器和視頻編解碼器編碼的數據。
作為容器格式，Ogg可以以各種格式（如Dirac，MNG，CELT，MPEG-4，MP3等）嵌入音頻和視頻，但是Ogg旨在和通常用於以下Xiph.org免費編解碼器：
- 音頻
  - 有損
    - Speex：以低比特率處理語音數據（〜2.1-32 kbit / s /通道）
    - Vorbis：處理中高級可變比特率（每通道≈16-500kbit / s）的一般音頻數據
    - Opus：以低和高可變比特率處理語音，音樂和通用音頻（每通道≈6-510kbit / s）

  - 無損
    - FLAC：處理檔案和高保真音頻數據。

  - 未壓縮
    - OggPCM：處理未壓縮的PCM音頻。它與WAV大致相當[6]。
- 視頻
  - 有損
    - Theora：基於On2的VP3，它的目標是與MPEG-4視頻（例如，使用DivX或Xvid編碼），RealVideo或Windows Media Video進行競爭。
    - Daala：正在開發的視頻編碼格式。
    - Dirac：由BBC開發的免費開放視頻格式。使用小波編碼[7]。
    - Tarkin：實驗項目，現在過時的視頻編解碼器在2000年，2001年和2002年開發利用離散小波變換的三個維度的寬度，高度和時間[8][9][10]。在Theora成為視頻編碼的主要焦點之後，已被擱置（2002年8月）[11]。

  - 無損
    - Dirac：Dirac規範的一部分涵蓋無損壓縮。
    - Daala：正在開發的視頻編碼格式。
- 文本
  - Writ：用於嵌入字幕或字幕的文本編解碼器的草稿不完整，於2007年停止[12]。
  - CMML：用於定時元數據，字幕和格式的文本/應用編解碼器。
  - Annodex：CSIRO開發的自由开源標準，用於註釋和索引網絡媒體。
  - OggKate：最初設計用於卡拉OK和文本的重疊編解碼器，可以在Ogg中復用。

## 其他項目
- Ffmpeg2theora

## 外部連結
- xiph.org基金会官方网站（页面存档备份，存于）
- vorbis官方网站
- Xiph.Org基金会官方网站──Ogg（页面存档备份，存于）
- RFC 3533──Ogg封装格式版本0（页面存档备份，存于）
- RFC 3534──application/ogg媒体类型（页面存档备份，存于）
- Ogg容器使用知识共享Metadata标记（页面存档备份，存于）
- Ogg etymology（页面存档备份，存于） from the Jargon File
- Xiph.Org's官方站点Ogg QuickTime扩展组件──iTunes和iMovie使用（适用Windows和Mac OS X系统）（页面存档备份，存于）
- Windows Media Player适用的Vorbis, Speex, Theora，FLAC解码器（页面存档备份，存于）
- ffmpeg2theora（页面存档备份，存于） Ogg Theora编码器，Linux, Win32和DOS的命令行版本（使用端口或HX）